# Lucy Hutchinson

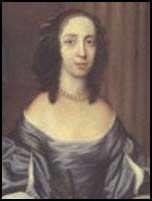
Lucy Hutchinson

Lucy Hutchinson (1620–1681) era una traductora, poeta y biógrafa inglesa, además de la primera persona en traducir el texto completo de Lucretius De rerum natura (Sobre la Naturaleza de las Cosas) al verso inglés, durante los años del Interregno (1649–1660).

## Biografía
Hija de Sir Allen Apsley, Lugarteniente de la Torre de Londres, y de  Lady Lucy St. John, Lucy Hutchinson (de soltera Apsley) nació el 29 de enero de 1620 en la Torre de Londres. Era la segunda de diez hijos. Se casó el 3 de julio de 1638 en St. Andrew Holborn con el  Coronel John Hutchinson (1615-1664). Según su libro Memorias de la Vida del Coronel Hutchinson, se sintió atraído por sus logros intelectuales y poéticos. John Hutchinson fue uno de los firmantes de la orden de ejecución del Rey Carlos, pero más tarde protestó contra la apropiación de poder supremo por parte de Oliver Cromwell.
Lucy Hutchinson goza de un lugar en la literatura gracias a la biografía de su marido, Memorias de la Vida del Coronel Hutchinson, además de por sus trabajos en poesía y traducción. En el libro registra la obtención de numerosas y notables  victorias en la Guerra Civil, incluyendo la de Shelford Manor el 27 de octubre de 1645. En esta batalla  derrotó a su pariente el Coronel Philip Stanhope, quinto hijo del 1.º Conde de Chesterfield. Puede que incluso Lucy viese la batalla, ya que su propiedad de Owthorpe se hallaba a tan solo unas millas del campo de batalla .
Después de la Restauración, su marido John Hutchinson fue arrestado por el regicidio y encarcelado en el Castillo de Sandown , Kent. Aunque nunca fue juzgado. Lucy se presentó ante la Cámara de los Lores para reclamar su liberación, pero de nada sirvió. En 1664, John Hutchinson murió en prisión. Su muerte afectó profundamente tanto a ella como a su escritura, tal y como atestiguan  su serie de poemas  "Elegías".
Lucy Hutchinson era un ferviente Puritana, y  se siguió firmemente a sus convicciones Calvinistas tras la Restauración de la monarquía en 1660. Murió en Owthorpe en octubre de 1681, y fue enterrada en la tumba de su marido.

## Obras literarias
Memorias de la Vida del Coronel Hutchinson arroja luz a las características y condiciones del Puritanism durante la Guerra Civil inglesa. Estaba pensada para lectura de su familia solamente,pero en 1806 un descendiente la publicó, y supuso un reporte popular e influyente de aquel periodo.
Lucy Hutchinson es la primera persona identificada que traduce el texto completo de Lucretius De Rerum Natura al verso inglés. Probablemente empezó su traducción durante la década de 1650. Una copia no autorizada de su traducción circulaba en manuscrito y, en un manuscrito del trabajo de 1675, que dedicó a su amigo Arthur Annesley, conde de Anglesey,  repudió su traducción, declarándola contraria a sus convicciones Puritanas. Este manuscrito fue vendido a la Biblioteca británica por sus herederos en 1853, aun así, al principio no atrajo mucha atención. Su título de primera persona en traducir al inglés el De Rerum Natura está desafiado por una traducción anónima en prosa del manuscrito, probablemente de la misma década, ahora preservada en Oxford (Bodleian MS Rawl. D.314). 
La traducción de Hutchinson  fue publicada por primera vez en 1996 bajo la editorial de Hugh de Quehen. Fue republicada en una edición completa por la editorial Oxford University Press en 2018.
Una serie de poemas originales escritos por Hutchinson fue redescubierta en un manuscrito de los Archivos de Nottinghamshire (DD/Hu 2) por David Norbrook. Este trabajo probablemente sea contemporáneo en su composición las Memorias. Este manuscrito, referido como "Elegías", contiene 23 poemas numerados. A lo largo de sus poemas, Hutchinson lamenta la muerte de su marido, da honor a su vida, y se acerca a la aceptación de su muerte, a la vez que comenta la estructura política inglesa tras Restauración.  Estos poemas fueron inéditos durante su vida y el manuscrito, que no está en su mano, no tiene dedicación alguna.
Los otros trabajos de Hutchinson incluyendo Orden y  Desorden  , el cual es discutido como el primer poema de épica escrito por una mujer en el verso inglés. El trabajo es un verso  parafraseado del Libro del Génesis, ofreciendo un paralelismo a El paraíso perdido  de John Milton.  Solo cinco cantos del trabajo fueron publicados durante su vida, en 1679. En 2001 el crítico David Norbrook publicó el trabajo completo. 
Hutchinson también escribió Sobre los Principios de la Religión cristiana, una articulación de las creencias Puritanas suyas y de su marido. Fueron dedicadas a su hija Barbara y probablemente pretendían ser una obra de instrucción religiosa. La publicación de la obra se realizó póstumamente, en 1817.
Entre sus otras obras religiosas se encuentra una traducción perdida  de la obra del divino Congregacionalista John Owen Theologoumena pantodoupa.

## Familia
John y Lucy Hutchinson tuvieron nueve hijos. Su hijo John Hutchinson nació en Owthorpe, Nottinghamshire, en 1650.